# Travenhorst
Travenhorst est une commune allemande du Schleswig-Holstein, située dans l'arrondissement de Segeberg (Kreis Segeberg), à 13 kilomètres au nord-est de la ville de Bad Segeberg. Travenhorst est l'une des 27 communes de l'Amt Trave-Land dont le siège est à Bad Segeberg.